# Fórum (Roma)

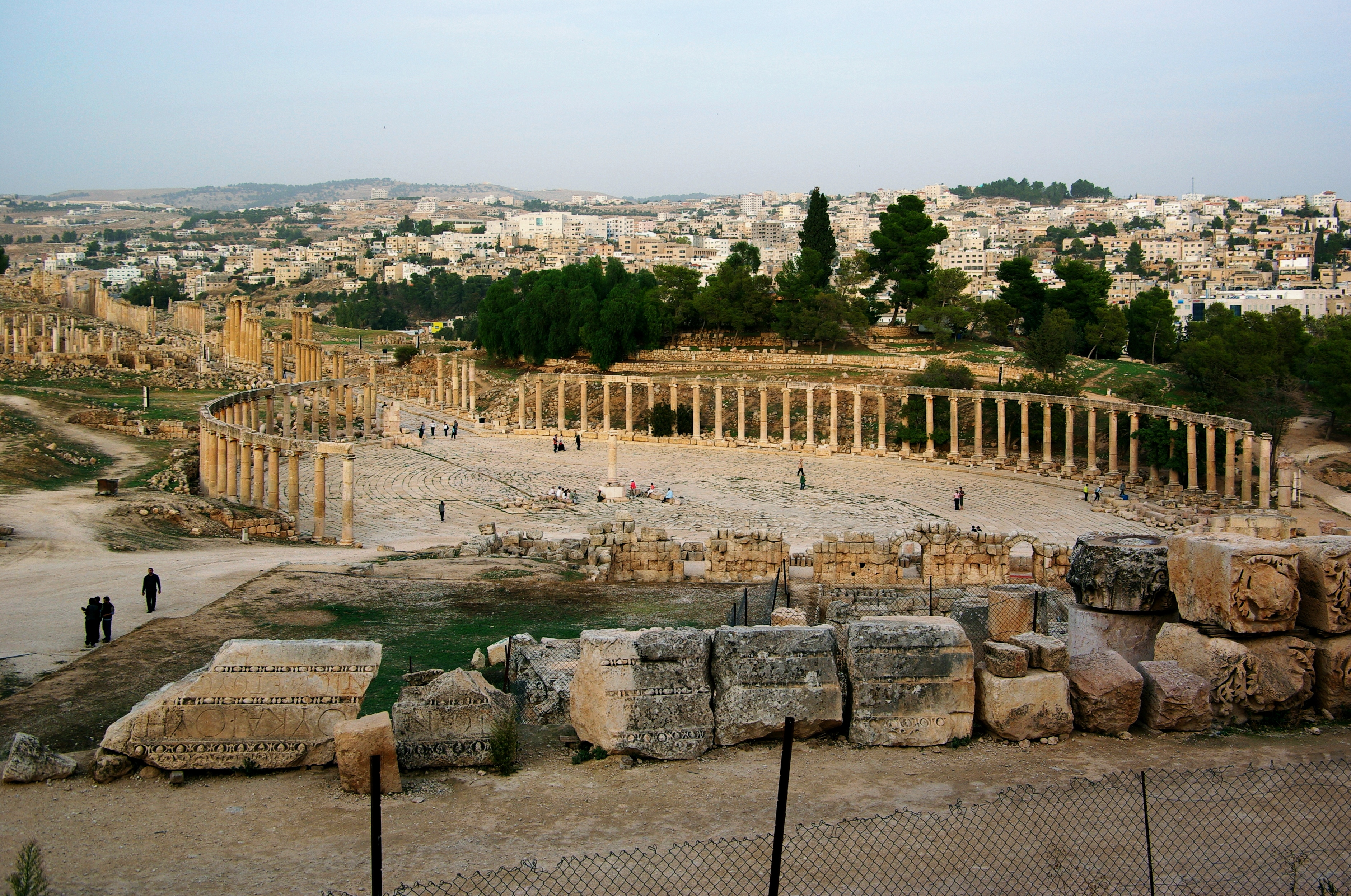
Fórum de Gérasa, na Jordânia.

Um fórum (em latim: forum, literalmente "mercado"; em plural, fora) ou foro (do latim foru) era o espaço público existente no meio de uma cidade romana. Era uma adaptação espacial ordenada da ágora e da acrópole gregas.

## Descrição
Além de servir tradicionalmente como mercado, o fórum era um ponto de encontro de grande importância social, e frequentemente era palco de diferentes atividades, incluindo discussões e debates políticos, reuniões, entre outras funções.
Seguindo o modelo do Fórum Romano, situado no Centro de Roma, diversos fóruns menores ou mais especializados surgiram ao longo da história arcaica de Roma. Na altura das expansões e reformas feitas nos fóruns da cidade ao fim do período republicano, Pompeu, o Grande ergueu o teatro que veio a levar seu nome, em 55 a.C.; este edifício incluía em seu complexo um grande fórum, situado atrás das arcadas do teatro em si, conhecido como Porticus Pompei ("Pórtico de Pompeu"). Esta estrutura foi a inspiração para o primeiro Fórum Imperial de Júlio César, e todos os que se seguiram. Grandes fóruns podem ser encontrados por toda a Itália; não devem, no entanto, ser confundidos com a onipresente piazza da cidade italiana atual. Embora tenham um propósito e uso semelhante, a maior parte das piazze foram criadas na Idade Média, e muitas vezes não estavam presente ainda nas plantas originais destas cidades. Os fóruns eram parte integrante de todas as províncias romanas tanto na República quanto no Império, e alguns dos seus principais exemplos arqueológicos são:
- Fórum de Filipos

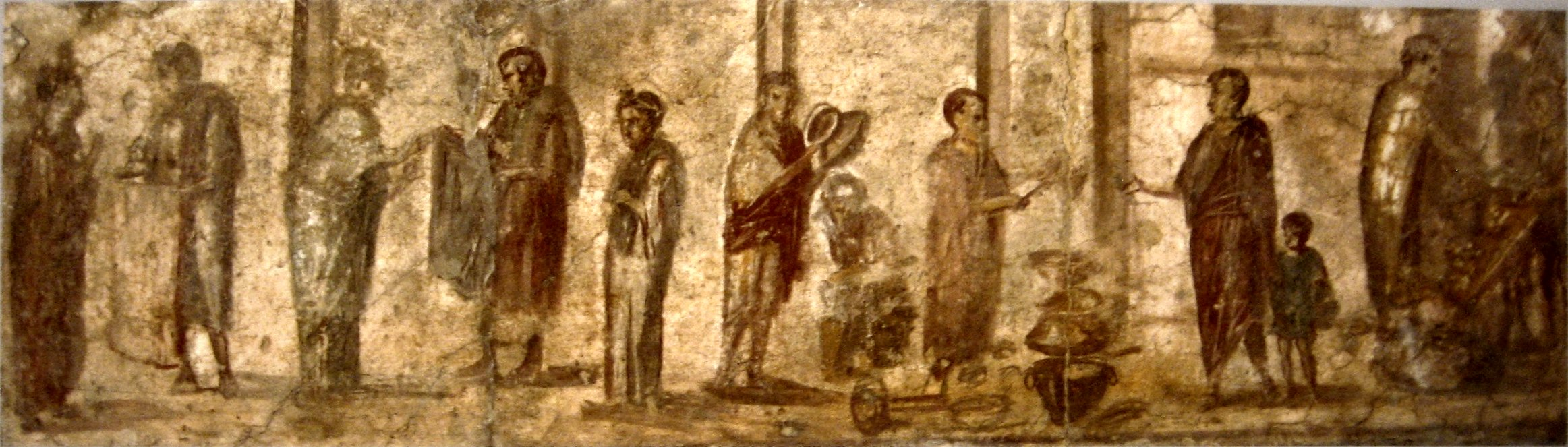
Pintura em parede de Pompeia, retratando atividades cotidianas no mercado.

- Fórum e Fórum Provincial de Mérida, Espanha
- Fórum de Tarragona, Espanha
- Fórum  de Pompeia, Itália

Durante o período imperial, diversos novos tipos de fóruns surgiram para propósitos específicos, como os fora civilia (judiciais) e os venalia (comerciais), além dos preexistentes, como o forum boarium (onde o gado era negociado) e o holitorium (onde produtos de origem vegetal eram vendidos).
Segundo o arquiteto Vitrúvio, do século I a.C., o fórum ideal deveria ser grande o bastante para acomodar uma grande multidão, porém não tão grande a ponto de fazer uma pequena multidão parecer ainda menor. Ele propôs uma escala de 3:2 em comprimento por largura; o Fórum de Trajano, em Roma, foi construído no século II d.C. seguindo estas proporções. Encomendado pelo imperador Trajano a Apolodoro de Damasco, ele mede aproximadamente 280 por 190 metros, com cerca de 10 hectares.
O fórum, quase sempre, era pavimentado e, embora em ocasiões festivas carros movidos a tração animal circulassem por ele, não era uma via de tráfego e era fechado por portões em suas extremidades.
Em cidades romanas novas, o fórum costumava se localizar exatamente (ou nas proximidades) do cruzamento entre as principais ruas do eixo norte-sul e leste-oeste (conhecidas como cardo e decúmano). Todos os fóruns tinham um templo de Júpiter em sua extremidade setentrional, e também abrigavam outros templos, além da basílica; também continha uma mesa com os pesos e medidas públicos, para que os clientes do mercado pudessem se assegurar de que não estariam sendo enganados pelos comerciantes; e, frequentemente, situavam-se nas proximidades dos banhos. Em períodos eleitorais, os candidatos utilizavam os degraus dos templos do fórum para fazer seus discursos, e esperavam que seus clientes aparecessem para lhes dar apoio.

## Típicas estruturas dos fóruns
- Basílica
- Templo romano

## Espaços equivalentes em outras culturas
- Ágora
- Piazza
- Plaza
- Praça
- Centro cívico